# Zheng Yi
Pour les articles homonymes, voir Zheng (homonymie).
Ne doit pas être confondu avec Zheng Yi (pirate).
Dans ce nom chinois, le nom de famille, Zheng, précède le nom personnel.
Œuvres principales
L'Érable, Le Vieux puits , Stèles rouges : du totalitarisme au cannibalisme
Zheng Yi (chinois simplifié : 郑义), pseudonyme de Zheng Guangzhao, né le 10 mars 1947 à Chongqing dans la province du Sichuan, est un écrivain et un journaliste d'investigation chinois.
Zheng Yi se  fait connaître en Chine en 1979 avec  L'Érable qui présente un réquisitoire contre  la révolution culturelle. En 1985, c'est un nouveau succès avec son livre  Le Vieux Puits qui sera adapté au cinéma par Wu Tianming en 1986. Après les manifestations de la place Tian'anmen en 1989, il vit trois ans dans la clandestinité puis s'exile aux États-Unis en compagnie de sa femme.

## Biographie

### Jeunesse
Fils d'un haut fonctionnaire travaillant dans le commerce maritime,  son père était un cadre de la Mingsheng Shipping Company (民生轮船公司), Zheng Yi se destine à la carrière d'architecte. Il mène sa scolarité au lycée attenant à l'université Qinghua, bastion historique des gardes rouges.
Zheng Yi est à l'époque de la révolution culturelle discriminé à cause de son origine de classe. La répression exercée par ceux-ci est particulièrement intense dans son lycée. Avec plusieurs camarades, Zheng Yi est sévèrement battu. Quelques années plus tard, il est envoyé à la campagne pour être rééduqué, il est par la suite ouvrier dans une mine de charbon.
À la fin des années 1970, il peut reprendre des études universitaires.

### Enquête sur des cas de cannibalisme
Zheng Yi est le premier écrivain chinois à dénoncer ouvertement les méfaits de la révolution culturelle dans son bref récit intitulé L'érable. Cet ouvrage eut un succès immédiat. L’histoire se passe lors des luttes entre factions de Gardes rouges pendant la révolution culturelle.
À la fin des années 1980, il part enquêter sur les actes de cannibalisme perpétrés au sein de la minorité ethnique Zhuang dans la province du Guangxi, dans le sud-est de la Chine. Le résultat de cette investigation publié sous le titre de Stèles rouges : du totalitarisme au cannibalisme est accablant pour les autorités locales, qui, selon lui, autorisent et institutionnalisent à grande échelle cette pratique. Zheng Yi rapporte d'horribles scènes de cannibalisme, affirmant qu'au moins 10 000 personnes ont été tuées et mangées en Chine durant cette période.

### Exil
Son implication active dans le mouvement démocratique de 1989 lui valut d'être placé sur liste noire (cf. Manifestations de la place Tiananmen). Pendant trois ans, il échappa aux autorités en changeant régulièrement de domicile. Sa femme, qui écrit sous le nom de Bei Ming, est arrêtée et emprisonnée pendant dix mois. Une fois libérée elle rejoint son mari. Ils réussissent enfin à gagner Hong Kong, d'où ils s'exilent en Amérique.
En 2007, il devint président du Centre chinois indépendant PEN, succédant à Liu Xiaobo avec qui il co-signe un appel international demandant avant les Jeux olympiques d'été de 2008 la libération d'écrivains emprisonnés en Chine.
À la tête de l'association des écrivains chinois indépendants, membre de plusieurs mouvements démocratiques et écologiques, il vit et écrit actuellement aux États-Unis

## Accueil critique
Pour l'écrivain Xiaomei Chen, si les entretiens et les investigations auxquels s'est livré Zhen Yi semblent corroborer son affirmation selon laquelle son livre est fait à partir de récits factuels et authentiques, en revanche il apparaît que l'auteur – qui par ailleurs est connu chez les Han pour ses romans érotiques – a été le seul arbitre quant au choix des personnes interrogées, des questions posées et des informations retenues pour le livre.
Xiaomei Chen fait remarquer également que le sous-titre du livre en anglais (Tales of cannibalism in Modern China) induit en erreur puisqu'il laisse entendre que le cannibalisme a sévi non seulement dans la province de Guangxi mais aussi ailleurs en Chine et non pas seulement chez les Zhuang mais aussi chez d'autres groupes. Ce sous-titre est de nature à amener le lecteur qui ne connaît quasiment rien à l'histoire de la Chine à croire que cette pratique perdure encore aujourd'hui.

## Œuvres
- L'Érable (枫 feng), 1979 (inédit en français).
- Un Village lointain (远村 yuancun), 1983 (inédit en français).
- Le Vieux puits (老井 laojing), 1985 (inédit en français).
- Stèles rouges : du totalitarisme au cannibalisme, éd. Bleu de Chine, 1999 (traduit par Françoise Lemoine & Anne Auyeung),  (ISBN 2910884139).
- Prière pour une âme égarée, éd. Bleu de Chine, 2007 (traduit par Bernard Bourrit & Zhang Li).
- « Enquête sur le massacre de Binyang au Guangxi », dans Les Massacres de la Révolution culturelle, textes réunis par Song Yongyi, traduction de Marc Raimbourg, Buchet/Chastel, 2008, rééd. Gallimard, « Folio Documents ».

## Adaptation cinématographique
Le Vieux Puits a été adapté au cinéma sous le même titre par Wu Tianming en 1986.